# Девиль, Мишель (хоккеист на траве)
Мишель Девиль (фр. Michel Deville, 17 июля 1946, Антверпен, Бельгия) — бельгийский хоккеист (хоккей на траве), нападающий.

## Биография
Мишель Девиль родился 17 июля 1946 года в бельгийском городе Антверпен.
Играл в хоккей на траве за «Хераклес».
В 1968 году вошёл в состав сборной Бельгии по хоккею на траве на Олимпийских играх в Мехико, занявшей 9-е место. Играл на позиции нападающего, провёл 6 матчей, забил 1 мяч в ворота сборной Японии.
В 1972 году вошёл в состав сборной Бельгии по хоккею на траве на Олимпийских играх в Мюнхене, занявшей 10-е место. Играл на позиции нападающего, провёл 4 матча, мячей не забивал.